# Midnight Club: Los Angeles
Midnight Club: Los Angeles is een racespel ontwikkeld en uitgegeven door Rockstar Games. Het spel is het vierde deel uit de Midnight Club-serie en is net als vorige spellen uit de serie een racespel, waar het vooral om de snelheid gaat, in plaats van realisme.
Het spel speelt zich af in Los Angeles, hoewel de straten niet helemaal gelijk zijn aan het echte Los Angeles.

## Gameplay
- In het spel zijn vijf soorten races te vinden. In de Ordered Race moet de speler tegen andere spelers racen en tegelijkertijd ook door de aangegeven checkpoints rijden.
- Bij Circuit Race moet de speler een aantal ronden rijden en het tegen andere speler opnemen.
- De Unordered Race is een race waarbij men ook door de checkpoints moet racen, maar deze staan niet op volgorde. De speler moet zo snel mogelijk door alle checkpoints rijden om te winnen.
- In Time Trial moet de speler tegen de klok racen en door de aangegeven checkpoints rijden.
- In Highway Race moet de speler een tegen een racen op de snelweg en door de aangegeven checkpoints rijden.
- Men moet in Red Light Race een tegen een van het ene verkeerslicht naar de andere racen.
- Als laatste kan de speler zelf een aangepaste race maken, waarin ook de omstandigheden op het gebied van weer en verkeer instelbaar zijn.

### Multiplayer
Het spel bevat een online multiplayer-modus. De aangepaste races kunnen ook online gebruikt worden.

## Verhaal
Een man van de Oostkust verhuist naar Los Angeles, beter bekend als de Speler. In de introductie van het spel is hij aan de telefoon met de (op dat moment nog onbekende man), racekampioen van Los Angeles, Booke. Daarna ontmoet hij de speler bij het fastfoodrestaurant Carney's Express Limited. De speler krijgt van Booke de keuze uit drie auto's: Nissan 240SX, 1983 Volkswagen Golf GTI of een Volkswagen Scirocco.
De speler ontmoet na paar races Karol, de eigenaar van twee garages (Hollywood Auto en Classic Auto).
Zodra de speler een goede reputatie heeft opgebouwd, krijgt de speler de kans om de Kampioenen van alle autoklassen uit te dagen. Op een punt wordt de speler gebeld door Karol om te zeggen dat Booke wederom stadskampioen is geworden. Booke vertelt de speler dat hij eerst de regionale kampioenen moet verslaan. Nadat de speler de regionale kampioenen heeft verslagen, belt Booke de speler op om hem te ontmoeten op het dak van het Standard Hotel voor een race om de titel "Stadskampioen van Los Angeles" en is een van de laatste races van het spel. Nadat Booke verslagen is en de speler stadskampioen is, krijgt de speler de kans om de Kampioenen van alle autoklassen uit te dagen.
Nadat de speler de stadskampioen is geworden belt Karol de speler en heeft hij een voorstel. Hij vraagt de speler om $1 miljoen en in ruil wordt de speler mede-eigenaar van zijn twee garages. In ruil daarvoor kan de speler gratis spullen uit de garage krijgen.
Als de speler 100% van Los Angeles in de PSP-versie heeft voltooid, belt een onbekende man en zegt dat hij hem wil ontmoeten op de internationale luchthaven van Los Angeles voor "zijn vlucht naar Tokio ". De speler antwoord: Jij praat over de Mid Night Club? Na dit gesprek kunnen de "carrière" en "kaart van Tokio" worden geopend in Midnight Club: LA Remix.

## Midnight Club: Los Angeles REMIX
Midnight Club: Los Angeles is de PlayStation Portable-versie van Midnight Club: Los Angeles.
De REMIX versie kwam uit op 21 oktober 2008.
- Er zijn twee steden, Los Angeles: uit Midnight Club II en Tokio: uit Midnight Club 3: DUB Edition Remix
- Er zijn geen Highway Races.
- De voertuigen zijn verdeeld over de twee steden.